# Huangdi Meng
Huangdi Meng (xinès simplificat: 皇帝梦, pinyin: Huángdì Mèng, literalment Els somnis de l'emperador) és una pel·lícula d'animació amb titelles xinesa, produïda per la Dongbei Dianying Zhipianchang el 1947. Es tracta del primer treball cinematogràfic amb titelles de la història de la Xina.
La pel·lícula, dirigida per Chen Bo'er, parodia a Chiang Kai-shek a partir d'una caricatura realitzada per Hua Junwu. Es tracta d'un migmetratge d'uns trenta minuts de durada, que ocupava la quarta secció d'una sèrie de newsreel documental, anomenada Mingzhu Dongbei.